# Engelmondo di Velsen
Engelmondo di Velsen (... – 14 maggio 739) è stato un abate olandese del monastero di Velsene; è venerato come santo dalla Chiesa cattolica che lo ricorda il 21 giugno.

## Agiografia e culto
San Engelmondo era originario dell'Inghilterra e divenne un monaco benedettino in giovane età. Divenne sacerdote e poi abate. Si spostò in Frisia, evangelizzato la regione insieme a San Villibrordo.
Ricoprì il ruolo di abate nel monastero di Velsen vicino ad Haarlem.
Le reliquie del santo sono custodite nella Cattedrale di San Bavo ad Haarlem.
Nell'arte, Engelmondo è raffigurato come un abate pellegrino con una fontana che scaturisce sotto il suo bastone. Egli è venerato a Velsen e nella Frisia. Il santo viene invocato contro il mal di denti.